# Nowa Prywatność
Nowa Prywatność – polska pokoleniowa formacja poetycka istniejąca w drugiej połowie lat 70. i na początku lat 80. XX wieku.
Autorką nazwy „nowa prywatność” była Maria Janion. Formację określano także jako „Nowe Roczniki”.
Formacja związana była głównie z dwoma ośrodkami: Gdańskiem (Grupa Sytuacyjna Poetów i Artystów „Wspólność”) i Krakowem (grupa „My”). Za prekursorów formacji można uznać Aleksandra Jurewicza, Stanisława Esden-Tempskiego, Antoniego Pawlaka i Stanisława Gostkowskiego, którzy sami nie byli członkami formacji, ale wywarli wpływ na poetykę grupy „Wspólność”. Grupę tę wspierali także Stefan Chwin i Stanisław Rosiek. Przedstawicielami formacji „Nowa Prywatność” byli m.in.:
- Anna Czekanowicz
- Zbigniew Joachimiak
- Władysław Zawistowski
- Waldemar Ziemnicki
- Grzegorz Musiał
- Jan Krzysztof Adamkiewicz
- Urszula Małgorzata Benka
- Anna Janko
- Roman Chojnacki

Członkowie formacji publikowali przede wszystkim w czasopismach „Litteraria” i „Punkt”. Ich utwory pojawiały się również w almanachach, takich jak Nowy transport posągów (1977), Debiuty poetyckie (1976, 1977, 1978, 1979), Gdańskie arkusze poetyckie oraz w serii Pokolenie, które wstępuje (1976–1980).
Główne założenia światopoglądowe i estetyczne formacji zawarte były manifestach grupy „Wspólność” (Młoda Sztuka, „Nowy Medyk” 1976/9, Ostatni komunikat, „Poezja”, 1979/3) i grupy „My” (Poezja nigdy nie była i nie jest sztuką masową, „Poezja”, 1976/9). Charakter programowy miały także dyskusja w czasopiśmie „Punkt” (1978/2), szkic Kilka tez na temat: światopogląd estetyczny młodego pokolenia („Nowy Medyk”, 1978/17) oraz artykuły z książki Stefana Chwina i Stanisława Rośka Bez autorytetu (1981).
Zdaniem członków formacji poezja w Polsce zatraciła walory artystyczne i estetyczne. Kultura masowa przejęła funkcje komunikacyjne, więc w tej sytuacji sztuka ma szansę nabrać głębi, uwalniając się od zobowiązań obywatelskich i zewnętrznych. Twórcy z kręgu „Nowej Prywatności” zrywali z zaangażowaniem społecznym poezji Nowej Fali. Głosili autonomiczność literatury i twórcy, potrzebę odsłaniania życia prywatnego, problemów i niepokojów.